# Discozantaena endroedyi
Discozantaena endroedyi är en skalbaggsart som beskrevs av Perkins 2005. Discozantaena endroedyi ingår i släktet Discozantaena och familjen vattenbrynsbaggar. Inga underarter finns listade i Catalogue of Life.